# Lipsothrix remota
Lipsothrix remota är en tvåvingeart som först beskrevs av Walker 1848.  Lipsothrix remota ingår i släktet Lipsothrix och familjen småharkrankar. Arten är reproducerande i Sverige. Inga underarter finns listade i Catalogue of Life.